# Radio Tunisie Culture
Radio Tunisie Culture (arabe : إذاعة تونس الثقافية), plus simplement connue sous le nom de Radio Culturelle, est une station de radio publique tunisienne lancée le 29 mai 2006. Ahmed Lahdhiri en est le premier directeur.
Annoncée par Zine el-Abidine Ben Ali le 7 novembre 2005, cette radio émet initialement 12 heures par jour (de 12h à minuit), exclusivement sur onde moyenne (fréquence utilisée depuis 1938 et jusqu'à cette date par RTCI) et sur satellite, couvrant ainsi 58 % du territoire du pays en incluant le gouvernorat de Tunis. Le projet de lancement de la radio prévoit la généralisation de sa couverture vers 2008. Ainsi, une diffusion en modulation de fréquence est lancée le 30 novembre 2007 pour couvrir les gouvernorats du sud du pays, non accessibles à la diffusion en AM.
Le temps d'antenne quotidien passe à 13 heures (de 12h à 1h) dès le 29 juillet 2009, à 15 heures (de 10h à 1h) dès le 7 novembre 2010, à 18 heures (de 6h à minuit) dès le 25 juin 2012, à 19 heures (de 6h à 1h) dès le 29 mai 2013, et enfin à une diffusion continue dès le 1er janvier 2018.

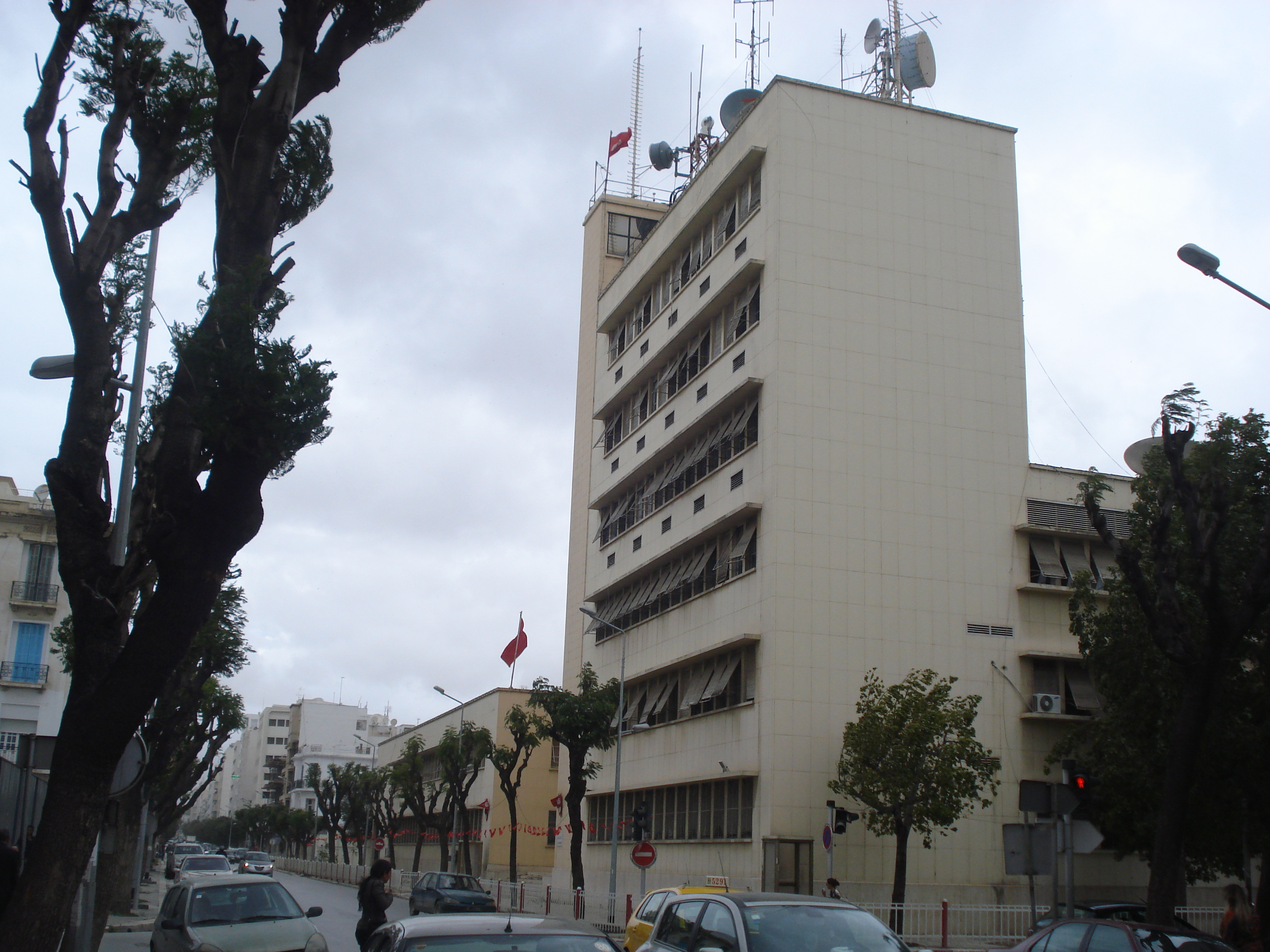
Maison de la radio tunisienne.

Les émissions de la radio portent sur tous les domaines de la culture (littérature, théâtre, cinéma, arts plastiques, musique, sciences et technologies, édition, etc.) avec 25 % de diffusion en direct.
Sa création est, selon le communiqué de l'agence Tunis Afrique Presse, « un outil pour la diffusion de la pensée tunisienne » et « un nouveau mécanisme qui conforte les fondements de la pensée réformatrice tunisienne ». C'est également un moyen permettant de « renforcer la présence de la Tunisie dans l'espace de communication mondial, de consacrer l'identité nationale et d'être en symbiose avec l'Autre en consécration des valeurs de tolérance, de compréhension et d'ouverture de la Tunisie ».
En réalité, l'Établissement de la radiodiffusion-télévision tunisienne cherche à conforter son audience qui s'est érodée depuis le lancement des radios privées Mosaïque FM et Jawhara FM.
La majorité de ses journalistes sont issus de l'Institut de presse et des sciences de l'information. Ses émissions sont produites dans deux studios de Radio Tunis : le studio 4, utilisé initialement pour le direct, est réservé depuis décembre 2011 à l'enregistrement des émissions, le direct passant au studio 6 entièrement rénové.

## Diffusion
Les fréquences de diffusion sur les ondes FM sont les suivantes :
| Zone/Ville                                     | Fréquence |
| ---------------------------------------------- | --------- |
| Kairouan                                       | 87.7      |
| Bizerte                                        | 89.5      |
| Kasserine et Sidi Bouzid                       | 92.7      |
| Grand Tunis, Sousse, Nabeul, Le Kef et Siliana | 101.1     |
| Mahdia et Monastir                             | 102.7     |
| Sfax                                           | 103.0     |
| Kébili                                         | 105.4     |